# وینتربورن، بارکشر
وینتربورن (به انگلیسی: وینتربورن) یک محله مدنی و روستا در بریتانیا است که در بارکشر غربی واقع شده‌است. وینتربورن ۱۸۹ نفر جمعیت دارد.